# Böhmischer Winkel
Der Böhmische Winkel (tschechisch Český koutek, auch Český koutek v Kladsku; polnisch Czeski Zakątek) ist ein kleines historisches Gebiet im Westen der ehemaligen Grafschaft Glatz. Bis 1477 gehörte das Gebiet zur Herrschaft Nachod im Königgrätzer Kreis. Damals wurde es als „Böhmische Seite“ in die schon bestehende Herrschaft Hummel eingegliedert und mit dieser zusammen im selben Jahr in die ebenfalls böhmische Grafschaft Glatz. Nach dem Ersten Schlesischen Krieg 1742 und endgültig nach dem Hubertusburger Frieden 1763 fiel das Gebiet zusammen mit der Grafschaft Glatz an Preußen.

## Geschichte
Die Bezeichnung Böhmischer Winkel entstand erst nach dem Übergang des vormals böhmischen Gebietes 1763 an Preußen. Ursprünglich wurde die Bezeichnung auf die gesamte „Böhmische Seite“ der Herrschaft Hummel angewandt. Da sich jedoch das Kirchspiel Lewin wegen seiner Nachbarschaft zur ehemals „Deutschen Seite“ des Hummelbezirks deutlich früher eingedeutscht hatte, wird die Bezeichnung Böhmischer Winkel seit dem Ende des 19. Jahrhunderts überwiegend nur auf die Dörfer entlang der böhmischen Landesgrenze angewandt. Von Bedeutung war, dass die Dörfer Schlaney und Brzesowie/Birkhagen bis 1780 zum Kirchspiel des böhmischen Náchod und der Grundbesitz dieser Dörfer teilweise bis 1945 der Stadt Náchod gehörte. Dagegen gehörte das Kirchspiel Tscherbeney mit den zugehörigen Ortschaften Kudowa, Straußeney mit der Kolonie Bukowine/Tannhübel (Bukowina Kłodzka) und Jakobowitz von 1580 bis 1785 zur böhmischen Herrschaft Neustadt an der Mettau. Der Volkskundler Josef Štefan Kubín, der sich Anfang des 20. Jahrhunderts mit der Geschichte und der Bevölkerung des Böhmischen Winkels befasste, zählt auch Blasewey (Błażejów), Gellenau und Sackisch dazu. Außerdem die im Heuscheuergebiet gelegenen Dörfer Passendorf mit der Kolonie Brunnkress und Nauseney, die damals noch weitgehend tschechischsprachig gewesen sein sollen und vormals ebenfalls zur Herrschaft Nachod gehört hatten.
Auch die geographischen und hydrogeografischen Gegebenheiten haben vermutlich bei der Namensgebung eine Rolle gespielt. Während das Glatzer Kessel von Bergen umgeben ist, ist dessen westliches Gebiet geographisch nach Böhmen offen und war deshalb von dort leichter zugänglich als von der Kreisstadt Glatz. Zudem verlief die Grenze zwischen den als „Deutsche“ und als „Böhmische Seite“ bezeichneten Teilen des Hummelbezirks entlang des Gebirgskamms, der zugleich eine Wasserscheide darstellt. Die Reinerzer Weistritz entwässert Richtung Ost in die Oder und damit zur Ostsee. Dagegen fließen die Flüsse der „Böhmischen Seite“ (Schnelle, Tscherbeneyer Bach, Sichler Bach bzw. Stekelnice) in Richtung West in die Mettau, die der Elbe und damit der Nordsee zufließen.
Von Bedeutung für die Namensgebung „Böhmischer Winkel“ waren auch die traditionell guten Beziehungen zur nächstliegenden böhmischen Stadt Náchod, die im Gegensatz zur Kreisstadt Glatz nur wenige Kilometer entfernt liegt und leicht erreichbar war.
Im Gegensatz zu anderen Ortschaften des Glatzer Landes sprach ein Großteil der Bevölkerung des Böhmischen Winkels bis in die Neuzeit neben Deutsch auch ein altertümliches Tschechisch, das als Glatzer Tschechisch bezeichnet wird. Zudem fehlte den meisten Bewohnern die Kenntnis der tschechischen Schriftsprache. Diese Besonderheit wird dadurch erklärt, dass mit der Angliederung des Glatzer Landes 1763 an Preußen auch die Bewohner des Böhmischen Winkels preußische Staatsbürger wurden und die Grenzlinie zu Böhmen nunmehr eine Staatsgrenze war. Dadurch nahm das tschechische Idiom der autochthonen Bevölkerung des Böhmischen Winkels nicht mehr an der Sprachentwicklung des Tschechischen teil.

## 20. Jahrhundert
Nach dem Zerfall von Österreich-Ungarn 1918 stellte die neu gegründete Tschechoslowakei Ansprüche auf das gesamte Glatzer Gebiet. Daraufhin rief der Verein für Glatzer Heimatkunde zu Kundgebungen auf, um den Gebietsanspruch der Tschechoslowakei abzuwehren. Zahlreiche Proteste wurden 1919 mit dem sogenannten Glatzer Plebiszit verfasst, u. a. an den amerikanischen Präsidenten Wilson. Auf dessen Veranlassung entsandten die Alliierten eine Kommission, die die Volksmeinung im Glatzer Land erkunden sollte. Nachdem sich diese von der entschiedenen und eindeutigen Haltung der Glatzer Bevölkerung für den Verbleib bei Deutschland überzeugt hatte, wurden die Ansprüche der Tschechoslowakei durch die Pariser Friedenskonferenz 1921 abgewiesen. Auch die Bewohner des Böhmischen Winkels bekannten sich mehrheitlich zum Deutschtum und sprachen sich in zahlreichen politischen Kundgebungen eindeutig gegen einen Anschluss an die Tschechoslowakei aus. Schon 1864 hatten Bewohner des Böhmischen Winkels einen Preußischen Militärverein gegründet, der sich vor allem der Pflege soldatischer Tradition auf deutsch-vaterländischer Grundlage widmete.
Auch nachdem das Glatzer Land zusammen mit Schlesien als Folge des Zweiten Weltkriegs 1945 an Polen fiel, wiederholte die Tschechoslowakei ihre Ansprüche auf das ganze Glatzer Land. Da deren Durchsetzung wenig erfolgreich erschien, forderte sie vorrangig nur das Gebiet des Böhmischen Winkels. Begründet wurde der Anspruch mit der noch erkennbaren ethnischen Zugehörigkeit eines Teils der Bevölkerung und deren freundschaftlichen und verwandtschaftlichen Beziehungen zum Gebiet jenseits der Grenze. In Nachod wurden am 9. Mai 1945 das Glatzer Komitee (Kladská komise) und am 18. Oktober 1945 der Verein der Glatzer Freunde (Svaz přátel Kladska), in Prag der Nationalausschuss für das Glatzer Land gegründet. Der Prager Literaturwissenschaftler Václav Černý führte im Sommer 1945 eine Delegation einiger tschechischer Bürger aus dem Böhmischen Winkel zu Präsident Edvard Beneš nach Prag an, die das Ziel verfolgte, dieses Grenzgebiet an die Tschechoslowakei anzuschießen. Noch 1946 erschienen mehrere tschechische Publikationen, u. a. der von Václav Černý herausgegebene Kladský sborník, in denen über das Volkstum und über die Eigenheiten der tschechischen Mundart im Böhmischen Winkel berichtet wird. Politische Bedeutung erlangten in diesem Zusammenhang auch die Werke des Schriftstellers Alois Jirásek, der aus dem grenznahen böhmischen Hronov stammte und starke patriotische sowie verwandtschaftliche Beziehungen zum Gebiet des Böhmischen Winkels hatte. In seinem vierbändigen Heimatroman „U nás“ spielen die Dörfer Schlaney (Slaney) und Straußeney (Stroužné) eine bedeutende Rolle. Eine vom Glatzer Komitee 1945 initiierte Unterschriftskampagne für die Eingliederung des Böhmischen Winkels in die Tschechoslowakei stieß auf entschiedenen und aggressiven Widerstand der Polen.
1946 wurde der Großteil der Deutschen des Böhmischen Winkels durch die polnischen Behörden nach Westdeutschland oder in die damalige Sowjetische Besatzungszone vertrieben. Zahlreiche Bewohner waren schon vorher über die nahe Grenze in die Tschechoslowakei geflohen, wo sie vom tschechischen Glatzer Komitee unterstützt und mit Wohnung und Arbeit versorgt wurden und deren Nachkommen dort zum Teil bis heute leben. Sie schildern ihre damaligen Erlebnisse in einer 2017 erschienenen Veröffentlichung. Für die in der Heimat zurückgebliebenen deutschen Einwohner des Böhmischen Winkels wurde auf Initiative des Glatzer Komitees und mit Unterstützung der tschechischen Behörden ab dem Schuljahr 1947 in Kudowa-Zdrój eine tschechischsprachige Schule eingerichtet, die anfangs von 165 Kindern aus Kudowa und den umliegenden Dörfern besucht wurde. Sie wurde auf Bestreben der zurückgebliebenen Deutschen jedoch nach dem Schuljahr 1951/52 von den polnischen Behörden aufgelöst und als Schule mit deutscher Unterrichtssprache im Ortsteil Zakrze fortgeführt. Nachdem die meisten der nicht vertriebenen deutschen Bewohner in den 1950er Jahren im Wege der Familienzusammenführung in die Bundesrepublik umgesiedelt waren, wurde die Schule 1960 geschlossen.